# William Sefton Fyfe
William Sefton Fyfe CC,FRSC,FRS (Ashburn, Nova Zelândia, 4 de junho de 1927 — 11 de novembro de 2013) foi um geólogo neozelandês.
É professor emérito do Departamento de Ciências da Terra da University of Western Ontario. É considerado um dos mais eminentes geoquímicos.

## Vida
Nascido em Ashburn, Nova Zelândia, obteve os graus de B.Sc. em 1948, M.Sc. em 1949 e Ph.D. em 1952, todos na Universidade de Otago, onde foi lecturer no Departamento de Geologia. Realizou pesquisas na Universidade da Califórnia em Los Angeles e na Universidade da Califórnia em Berkeley. Foi professor na Universidade da Califórnia em Berkeley, Imperial College London e Universidade de Manchester, antes de entrar na University of Western Ontario em 1972.

## Honrarias e condecorações
- Medalha Logan 1981[1]
- Medalha Willet G. Miller 1985[2]
- Medalha Arthur L. Day 1990[3]
- Medalha de Ouro Gerhard Herzberg 1992
- Medalha Roebling 1995[4]
- Medalha Wollaston 2000[5]
- O asteroide 15846 Billfyfe é nomeado em sua memória (link 1,  NASA link).